# Devapur Jagir, Shorapur
Devapur Jagir là một làng thuộc tehsil Shorapur, huyện Gulbarga, bang Karnataka, Ấn Độ.